# Johann Reinhard von Gemmingen
Johann Reinhard von Gemmingen (* 2. Oktober 1648; † 15. April 1713) war Grundherr in Widdern, Maienfels und Leibenstadt.

## Leben
Er war ein Sohn des Hans Conrad von Gemmingen (1624–1685) und der Anna Kunigunde Senft von Sulburg (1629–1676). Der Vater war nach dem kinderlosen Tod seines Bruders Philipp Christoph (1621–1660) in den Besitz von Maienfels gelangt, das Johann Reinhards jüngerer Bruder Friedrich dann erbte. Gleichwohl scheint Johann Reinhard gemäß der Titulierung auf seinem Grabstein in Widdern als Johann Reinhard v. Gemmingen uff Widdern, Mayenfels und Leibenstadt neben Widdern und Leibenstadt auch Anteile von Maienfels besessen zu haben.

## Familie
Er gehört dem Zweig Maienfels-Widdern innerhalb des 1. Astes (Bürg) in der III. Linie (Neckarzimmern/Bürg) der Freiherren von Gemmingen an. Er war in erster Ehe vermählt mit Clara Sibylla von Gemmingen, einer Tochter des Achilles Christoph von Gemmingen aus dem Zweig Bürg-Presteneck innerhalb desselben Astes der Familie. 1688 heiratete er Christina Agnes von Bettendorff. 1704 ging er eine dritte Ehe mit Maria von Gemmingen-Gemmingen ein, die sich nach seinem Tod 1714 mit Christian von Stettenberg vermählte.

## Nachkommen
- Maria Magdalena (1680–1736) ⚭ Wolf Greck von Kochendorf
- Maria Juliana (1690–1758)
- Clara Juliana (1699/1700–1766) ⚭ Christoph Ferdinand I. von Degenfeld (1699–1766)
- Helene Sophia ⚭ Johann Albrecht Friedrich von Degenfeld, Hans Günther von Minnigerode
- Philipp Adam (1698–1761) ⚭ Helena Marie Christine von Gemmingen-Fürfeld († 1737)
- Friedrich Ernst (1701–1709)
- Philippine (* 1705) ⚭ 1735 Wolfgang Friedrich Gustav Capler von Oedheim (* 18. September 1712; † vor 1749)
- Maria Auguste (1709; † 27. September 1766) ⚭ 2. Januar 1729 in Schöckingen Friedrich Gottlieb von Gaisberg (* 9. Juni 1701; † 17. Dezember 1760), damals Forstadjunkt in Leonberg, später  Oberforstmeister von Neuenbrück[2][3]